# Garfield (personnage)
Pour les articles homonymes, voir Garfield.
Garfield est un chat fictif, protagoniste issu du comic strip homonyme Garfield créé par Jim Davis et publié pour la première fois le 19 juin 1978 par United Feature Syndicate en syndication dans 41 journaux,.
Ce personnage adore manger, dormir, embêter son maître Jon et son camarade le chien Odie. Il parle à travers les bulles de pensée et, même si d'autres animaux peuvent le comprendre, Jon n'y arrive généralement pas (bien que Jon ait ce qui ressemble à une conversation avec Garfield). Rarement, la réaction de Jon implique qu'il lit la pensée de Garfield, mais cela est déjà arrivé, comme dans le comic strip daté du 21 janvier 1992.
Dans les films et les séries, Garfield est doublé par Lorenzo Music dans des dessins animés entre 1982 et 1994, Bill Murray, qui commence à jouer dans Garfield (film) en 2004 et enfin Frank Welker, qui joue présentement et commence en 2007.

## Histoire

### Origine du nom

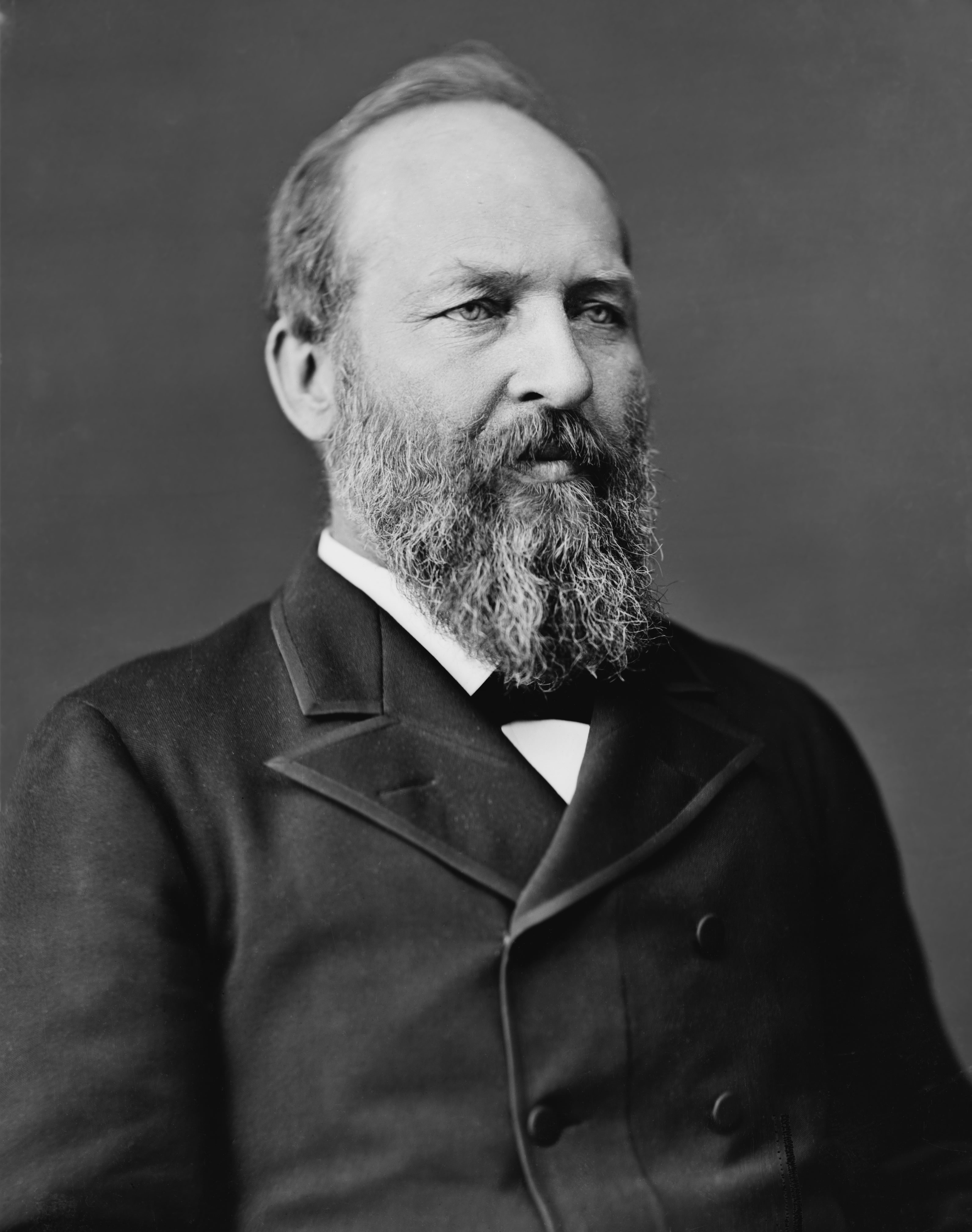
James A. Garfield

L'auteur Jim Davis a nommé Garfield d'après son grand-père, James Garfield Davis, qui a été nommé d'après le président James A. Garfield. Selon une interview de Jim Davis dans le deuxième album de Garfield, Garfield prend du poids, le nom de Garfield fait qu'on[Qui ?] pense de lui qu'il est « un gros chat… ou un Saint-Bernard… ou le nom d'une ligne de sous-vêtements ». Son nom complet est « Garfield Horatio III, Esquire ».

### Histoire fictive
Garfield est né en 1974 dans la cuisine du restaurant italien Mama Leone's et aime les lasagnes depuis le jour où il est né. Selon son grand-père, il pesait à sa naissance cinq livres, six onces. Lorsque Jon est venu à la boutique, il a dû choisir entre Garfield, un iguane et un Pet Rock.
Selon les bandes dessinées, Garfield s'est tenu debout sur ses deux pieds le 17 mai 1981. Toutefois, c'est en contradiction avec certaines des premières bandes.
Par exemple, il est montré en train de faire de la danse à claquettes sur la tête de Jon dans la bande dessinée du 6 mai 1979. Aussi, dans celle du 16 septembre 1979, Garfield fait du somnambulisme sur deux pattes.

### Personnalité

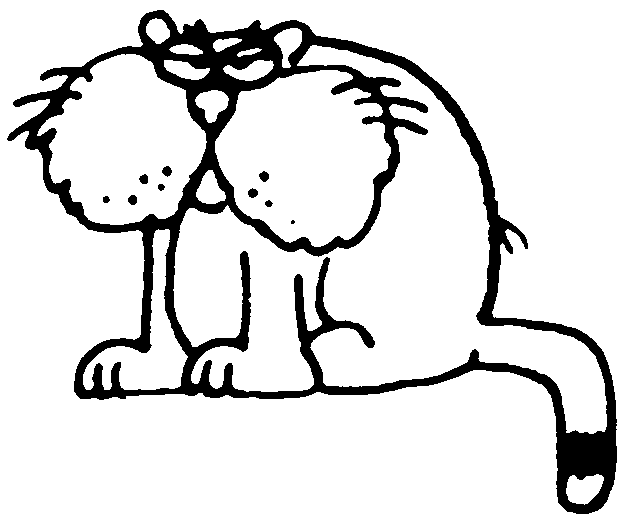
Première apparence de Garfield dans le comic strip Jon en 1976.

Paresseux, gros, gourmand, égoïste, c'est un chat tigré, anthropomorphe, qui aime la nourriture (surtout les lasagnes) et adore dormir. Ses activités favorites se limitent d'ailleurs à manger et dormir.
Il adore aussi « embêter » son maître Jon ainsi que le chien Odie, le chien de la maison (Il pousse très souvent Odie de la table d'un coup de pied). Il s'estime lui-même plus intelligent que les humains et les autres animaux. Il déteste le lundi, est d'ailleurs, dans la bande dessinée, souvent victime de la malchance ce jour-là. Il adore donner des spectacles sur une clôture en bois en pleine nuit, mais il est toujours hué et bombardé de divers objets. Il ne supporte pas la vue des araignées, et bien qu'il ne chasse pas les souris (à moins qu'il soit forcé à le faire), il est souvent en train d'essayer de manger les oiseaux, mais par la suite il devient le protecteur des oiseaux bleus (souvent à l'encontre de Harry le chat). Il a souvent détruit les rideaux de Jon, ses fougères, son jardin ainsi que celui de leur voisine, Mme Feeny. Il déteste être conduit chez le vétérinaire et, en général, essaie de se cacher de Jon quand il est informé d'une prochaine visite chez le vétérinaire ou s'il en a un pressentiment.
Garfield — c'est un thème récurrent de la bande dessinée — adore fêter Noël,,, et essaye souvent d'obtenir ses cadeaux avant l'heure.

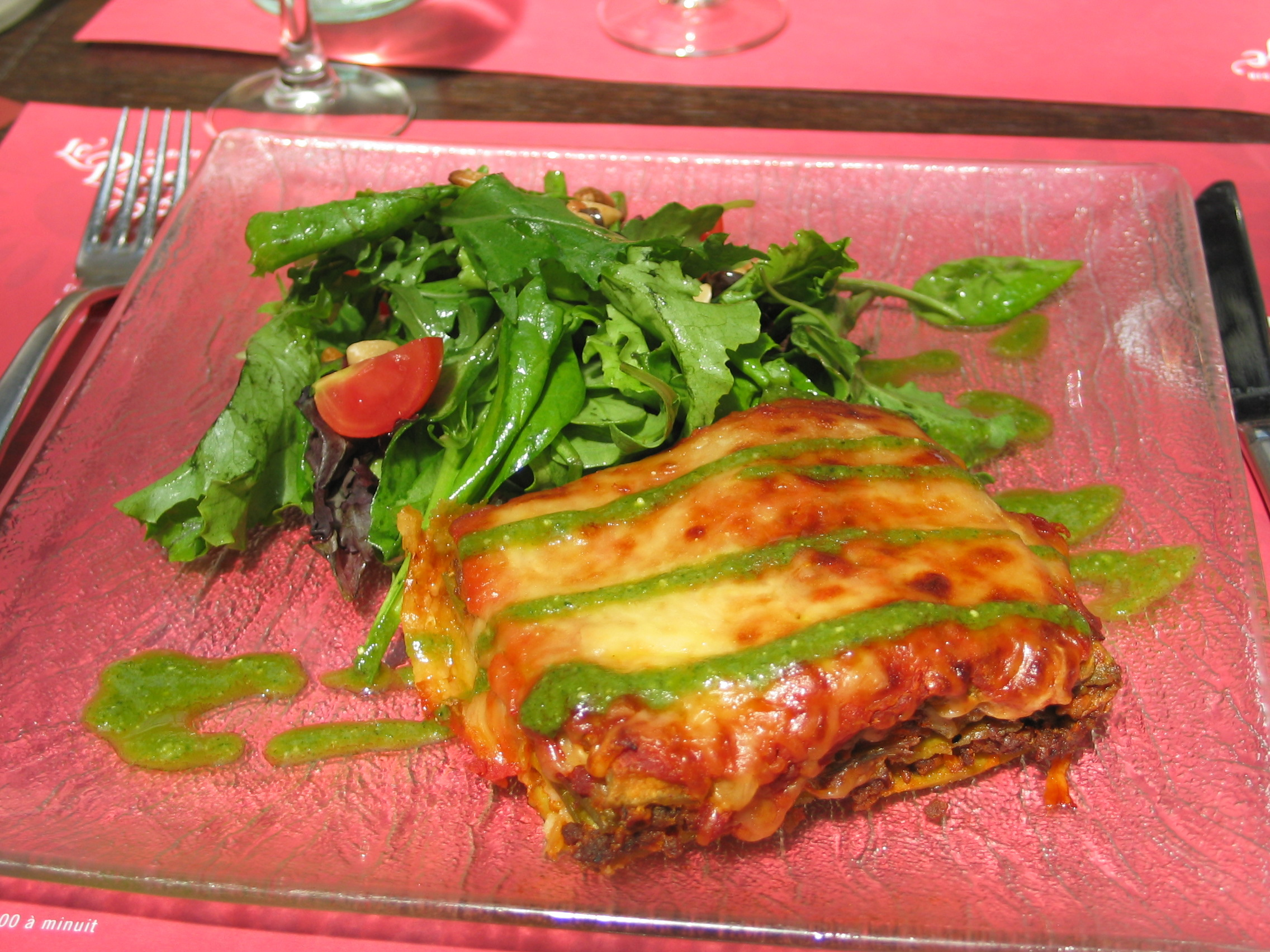
Les lasagnes, plat favori de Garfield

Garfield se nourrit de tout et n'importe quoi, il déteste les régimes et adore manger de la « malbouffe » comme des hamburgers, de la pizza, du pop-corn, de la tarte, de la crème glacée, des beignets, de la cuisine chinoise, des bonbons, etc. Cependant, sa nourriture favorite reste les lasagnes. Il déteste la nourriture pour les chats (à quelques exceptions près) alors qu'il raffole de la nourriture pour chiens. S'il déteste les fruits et les légumes, les plantes font partie de son régime alimentaire. À ce titre, il détruit régulièrement les fougères de Jon. Garfield est également un grand consommateur de café, ce qui lui vaut parfois quelques insomnies.
Garfield a la crainte de vieillir, et c'est une peur qui le reprend à chacun de ses anniversaires. Il n'aime pas non plus les pèse-personnes, les facteurs et déteste les lundis. Il a des hallucinations lorsqu'il se met au régime.
Dans certains comics strips, Garfield se voit souvent interpelé par Jon qui crie « GARFIELD !!! » lorsque celui-ci lui vole son hamburger ou ses lasagnes, joue avec des souris, vole le repas d'Odie ou commet d'autres grosses bêtises. Dans un comic strip, Jon crie « Garfield ! Garfield ! Garfield !! GARFIELD !!! » mais dit finalement « À la soupe ! », et c'est seulement en entendant cette dernière phrase que Garfield vient.

### Domicile
Dans un comic strip de 1986, il est révélé que le domicile de Garfield, Odie et Jon est le « 711 Maple Street ». Toutefois, dans Garfield in Paradise, Garfield rêve qu'il a un chat nommé Mike qui dit venir du Nevada (ce qui était une fantaisie), et l'épisode de la 2e saison de Garfield & Friends montre Jon en route vers un aéroport de Chicago. Dans l'émission spéciale Garfield Gets a Life, la voiture de Jon se révèle avoir une plaque d'immatriculation de l'Indiana, ce qui laisse penser qu'ils vivent dans l'Indiana.

### Famille

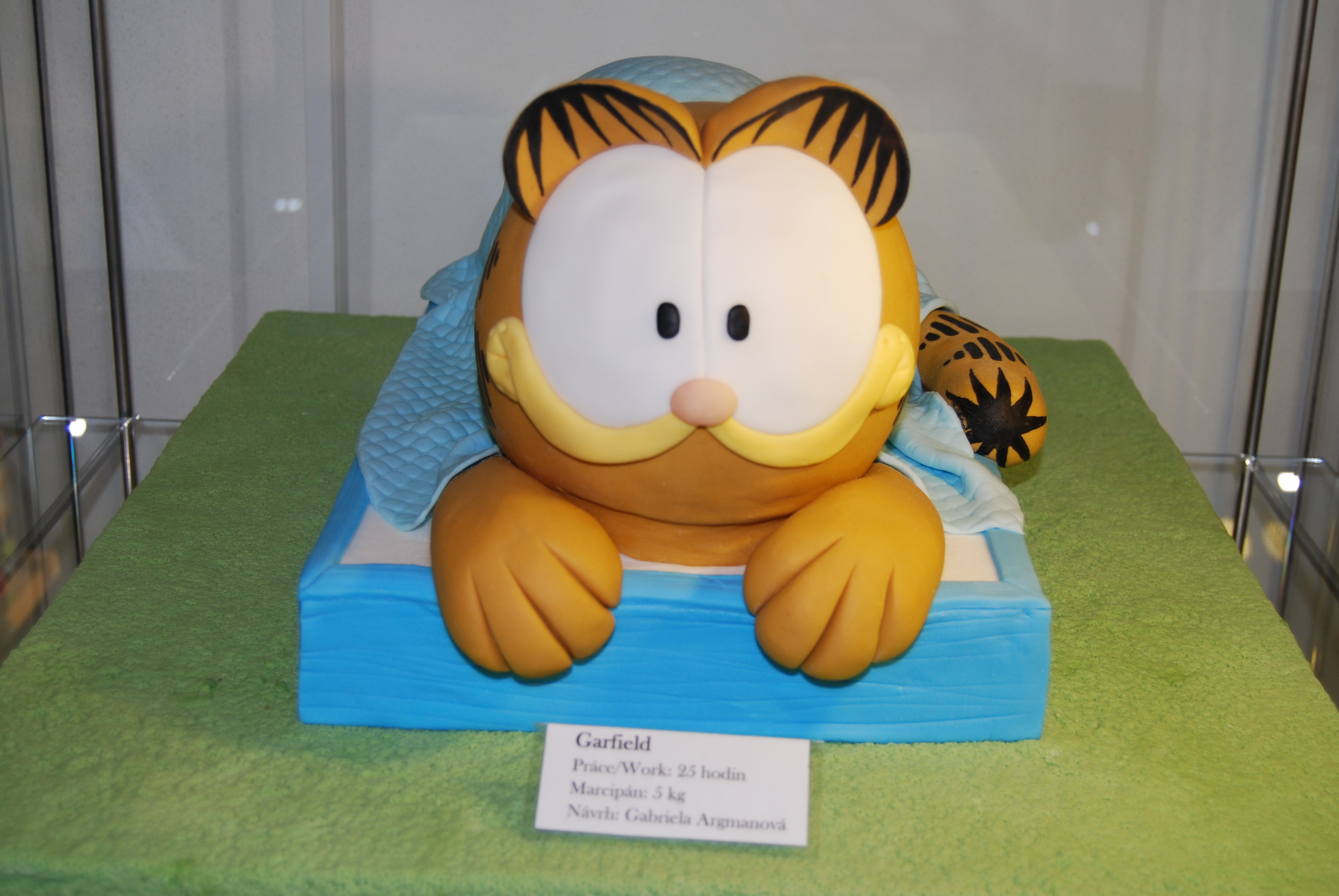
Garfield en pâte d'amande dans le Musée du chocolat et du massepain de Tábor, en Tchéquie.

Garfield a une famille très nombreuse.
- Jon Arbuckle (maître)
- Arlène (petite-amie)
- Sonja (mère), apparue dans les strips en décembre 1984
- Raoul (demi-frère)
- Arno (oncle), connu pour dire « La vie est comme un festival ; vous devrez en profiter et vous faire plaisir. ». Il a été écrasé par un défilé[17].
- Barney (oncle)[18]
- Berle (oncle)[19]
- Bernie (oncle)[20]
- Bob (oncle), sa phrase fétiche était : « Relax, prends le temps de vivre. » avant d'être renversé par un bus[21].
- Buchanan (arrière-oncle)
- Ed (oncle)[22],[23]
- Edna (tante)[24],[25]
- Evelyn (tante)[26]
- Harry (oncle)[27]
- Hubert (oncle)[28]
- Leo (oncle), qui avait toujours le sourire, jusqu'à un petit incident avec les parasites de dentier[29].
- Morty (oncle)[30]
- Nick (oncle)[31],[32]
- Odie (chien)
- Oslo (arrière-grand-père), un pionnier qui a déménagé sa famille sur des milliers de kilomètres en territoires inexplorés en répétant sans cesse « J'entends un ouvre-boîte. »[33].
- Patrick (oncle)[34]
- Ralph (arrière-oncle)[35]
- Reba (tante)[36]
- Roy (oncle)[37]
- Sly (cousin)
- Gertrude (tante)
- Deux oncles inconnus[38],[39]
- Deux grand-pères inconnus
- Arrière-oncle inconnu[40]
- Plusieurs cousins inconnus

## Interprètes

### Voix originales
- Lorenzo Music entre 1982 et 1994

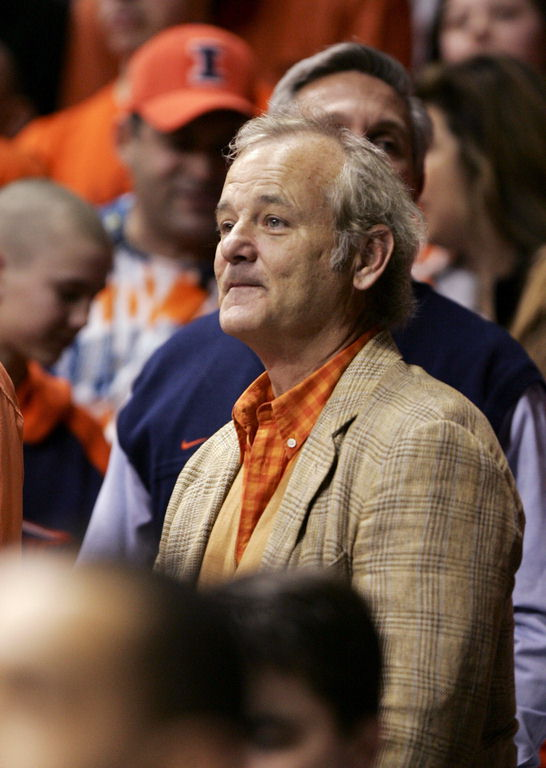
Bill Murray en 2005.

- Jon Barnard dans le jeu vidéo de 2004.
- Bill Murray[41],[42] dans Garfield et Garfield 2.
- Frank Welker depuis 2007.
- Chris Pratt dans Garfield : Héros malgré lui.

### Voix françaises
- Claude Nicot dans Garfield et ses amis (voix chantée de Michel Mella)
- Patrick Borg dans le jeu vidéo de 2004.
- Sébastien Cauet dans Garfield et Garfield 2.
- Michel Dodane dans Reviens, Garfield ! et voix de remplacement dans Garfield & Cie.
- Gérard Surugue depuis 2008, dans Garfield & Cie puis Garfield Originals.
- Kyan Khojandi dans Garfield : Héros malgré lui.

### Voix québécoises
- Luc Durand dans Garfield et ses amis.
- Patrick Huard dans Garfield et Garfield 2.
- Philippe Martin dans Garfield : Le film.

## Filmographie

### Films
- Garfield (Garfield The Movie) (2004) réalisé par Peter Hewitt
- Garfield 2 (2006) réalisé par Tim Hill
- Garfield : Héros malgré lui (2024)

### Téléfilms
- Garfield Gets Real (2007) téléfilm américain réalisé par Mark A.Z. Dippé et Kyung Ho Lee
- Garfield's Fun Fest (2008)
- Garfield's Pet Force (2009)

### Séries
- Garfield et ses amis (Garfield and Friends) (1988-1997)
- Garfield et Cie (The Garfield Show) (2008-2016)
- Garfield Originals[43] (2019)

## Romans
Garfield a été adapté en romans dans la collection Bibliothèque rose.

## Noms en langue étrangère
- Arabe : غارفيلد
- Chinois : 加菲猫
- Coréen : 가필드
- Finnois : Karvinen
- Hébreu : גרפילד
- Islandais : Grettir
- Japonais : ガーフィールド
- Norvégien : Pusur
- Russe : Гарфилд
- Serbe : Гарфилд
- Suédois : Katten Gustaf
- Thaï : การ์ฟีลด์
- Ukrainien : Гарфілд

NB : Dans de nombreuses langues étrangères, le personnage est appelé « Garfield ».

## Produits dérivés
Garfield est devenu malgré lui le symbole de la pollution au plastique par les conteneurs perdus au large de la Bretagne : les plages bretonnes de la pointe du Finistère, en particulier celles de Plouarzel et Ploumoguer, reçoivent depuis une trentaine d'années des éléments de téléphone en plastique décorés par le visage de Garfield, probablement issus d'un ou de plusieurs conteneurs qui ont coulé après avoir été perdus par un navire-cargo,.